# Hexactinella carolinensis
Hexactinella carolinensis är en svampdjursart som beskrevs av Reiswig, Dohrmann, Pomponi och Wörheide 2008. Hexactinella carolinensis ingår i släktet Hexactinella och familjen Tretodictyidae.
Artens utbredningsområde är South Carolina. Inga underarter finns listade i Catalogue of Life.